# Juan Manuel Mendoza
Juan Manuel Mendoza (Cali, 26 de octubre de 1980) es un actor colombiano.

## Filmografía

### Televisión
| Año       | Título                     | Personaje                                      | Canal              |
| --------- | -------------------------- | ---------------------------------------------- | ------------------ |
| 2023-2024 | La influencer              | Salvador Sarabia López / Salvador Suárez López | Netflix            |
| 2020      | El general Naranjo         | Sebastián                                      | Fox Premium        |
| 2020      | Vidas posibles             | Juan Hernández                                 | Renault            |
| 2019      | Siempre bruja              | Dectective Pablo Corcel                        | Netflix            |
| 2018      | La ley secreta             | Eduardo Celis "El Halcón"                      | Netflix            |
| 2017      | El señor de los cielos     | Andrés Velandia                                | Telemundo          |
| 2016      | La niña                    | Dr. Rodrigo Carrera                            | Caracol Televisión |
| 2015      | Dulce Amor                 | Julián López                                   | Caracol Televisión |
| 2014-2015 | Niche                      | Amadeo López                                   | Caracol Televisión |
| 2013-2015 | Cumbia Ninja               | Fiscal Martín Mondino                          | Fox Channel        |
| 2012-2013 | La traicionera             | Esteban Sanínt                                 | Canal RCN          |
| 2010-2011 | A corazón abierto          | Dr. Jorge Viana                                | Canal RCN          |
| 2009      | El último matrimonio feliz | Padre Beto Pérez                               | Canal RCN          |
| 2009      | El fantasma del Gran Hotel |                                                | Canal RCN          |
| 2009      | El penúltimo beso          | Ernesto Izquierdo Preciado                     | Canal RCN          |
| 2006-2007 | Floricienta                | Matías Sánchez                                 | Canal RCN          |
| 2004-2005 | La viuda de la mafia       |                                                | Canal RCN          |

### Cine
| Año  | Título        | Personaje             |
| ---- | ------------- | --------------------- |
| 2023 | El gran bingo | Ignacio "Nacho" Gómez |

## Premios y nominaciones

### Premios Tvynovelas
| Año  | Categoría                             | Relenovela/Serie | Resultado |
| ---- | ------------------------------------- | ---------------- | --------- |
| 2016 | Mejor actor protagónico de telenovela | Dulce amor       | Nominado  |
| 2015 | Mejor actor de reparto de telenovela  | Niche            | Nominado  |
| 2012 | Mejor actor protagónico de telenovela | La Traicionera   | Nominado  |

### Premios India Catalina
| Año  | Categoría                             | Relenovela/Serie | Resultado |
| ---- | ------------------------------------- | ---------------- | --------- |
| 2013 | Mejor actor protagónico de telenovela | La Traicionera   | Nominado  |